# Серафино
„Серафино“ (на италиански: Serafino) е италианска комедия от 1968 година на режисьора Пиетро Джерми с участието на Адриано Челентано и Саро Урдзи.

## Сюжет
В село в планините на границата между Абруцо и Марке живее младият Серафино Фиорин. Той е овчар при алчния си чичо Адженоре и добродушната леля Джезуина. След завръщането си от военна служба от Милано (уволнен преждевременно поради психическа недостатъчност) той харесва младата си братовчедка Лидия и става неин любовник.
Междувременно той има възможност да се среща с проститутката Асмара, майка на четири деца с която той има постоянна връзка. Когато леля Джезуина умира от сърдечен удар, Серафино, който е бил неин любимец, става наследник. Изведнъж от овчар той се превръща в идеална партия за женитба...

## В ролите
| Изпълнител              | Роля          |
| ----------------------- | ------------- |
| Адриано Челентано       | Серафино      |
| Саро Урдзи              | Чичо Адженоре |
| Франческа Романа Колуци | Асмара        |
| Отавия Пиколо           | Лидия         |
| Амедео Трили            | Паскуале      |
| Нерина Монтаняни        | Леля Джезуина |
| Бенджамин Лев           | Армидо        |
| Надзарено Натале        | Силио         |

## Награди и номинации
- Златна Награда на 6-и Московски международен кино фестивал през 1969.